# Broder Daniel Forever
Broder Daniel Forever är det tredje studioalbumet av den svenska rockgruppen Broder Daniel, utgivet den 22 april 1998 på Dolores Recordings. Det producerades av Mattias Glavå.
Albumet trycktes även i 300 exemplar på vinylskiva och har dessutom släppts i Japan, med den akustiska versionen av "Dream My Days Away" som extraspår.
Skivan rankades av Sonic Magazine i juni 2013 som det 18:e bästa svenska albumet någonsin.

## Inspelning
Broder Daniel Forever spelades in vid Music-A-Matic i Göteborg.

## Låtlista
All sångtext är skriven av Henrik Berggren, alla låtar är komponerade av Broder Daniel.
| Nr  | Titel                        | Längd |
| --- | ---------------------------- | ----- |
| 1.  | I'll Be Gone                 | 3:38  |
| 2.  | Dark Heart                   | 2:51  |
| 3.  | Old in Just One Day          | 2:58  |
| 4.  | You Bury Me                  | 3:12  |
| 5.  | Happy People Never Fantasize | 3:47  |
| 6.  | Whirlwind                    | 4:37  |
| 7.  | The Name Is Broder Daniel    | 2:38  |
| 8.  | Love Doesn't Last            | 3:24  |
| 9.  | Dream My Days Away           | 3:42  |
| 10. | No Time for Us               | 4:21  |

## Medverkande
Broder Daniel
- Henrik Berggren – sång
- Anders Göthberg – gitarr, klaviatur
- Theodor Jensen – gitarr, kör
- Håkan Hellström – bas, kör
- Pop-Lars – trummor

Gästmusiker på "You Bury Me"
- P. Buhre – stråkar
- E. Carlsson – stråkar
- K. Eriksson – stråkar
- Erik Lundberg – arrangering
- S. Enbrant Stark – stråkar

Produktion
- Broder Daniel – producent
- Durling Inc. – omslag
- Mattias Glavå – producent, inspelning, ljudmix (spår: 2, 3, 5, 7–10)
- Michael Ilbert – ljudmix (spår: 1, 4, 6)
- Martin Norberg – fotografi

Information från Discogs.

## Listplaceringar
| Lista (1998-1999, 2013)     | Högsta placering |
| --------------------------- | ---------------- |
| Sverige (Sverigetopplistan) | 16               |